# Begonia hassleri
Espèce
Begonia hassleri est une espèce de plantes de la famille des Begoniaceae.
L'espèce fait partie de la section Begonia.
Elle a été décrite en 1916 par Casimir Pyrame de Candolle (1836-1918).
Cette espèce est considérée comme étant synonyme de Begonia fischeri Schrank depuis septembre 2020. 

## Répartition géographique
Cette espèce est originaire du pays suivant : Argentine.